# 亡者之道
亡者之道（英語：Paths of the Dead）是托爾金奇幻小說裡中土大陸的一處地名，位於白色山脈的丁默山底下。第二紀元末，該處即為被埃西鐸詛咒的亡靈所佔據，自此後沒人再敢走過亡者之道，這些亡靈從不允許任何活人通過那裡。
從登哈洛延伸的一條兩側羅列著古老岩石的通道通向「亡靈之山」丁默山，在那裡矗立著一塊巨石，附近坐落著亡者之門，在門內是一條黑暗的通道，其出口是在剛鐸的摩頌谷。

## 歷史
在第二紀元，這些亡靈本來是山中的居民，他們曾經向埃西鐸宣誓效忠會幫助剛鐸對抗索倫，然而索倫攻來之際，他們卻背叛了當初的誓言，於是埃西鐸給他們下了詛咒讓他們在實現誓言前永不得安息。此後由亡靈看守著該處，不許任何人通過那裡、踏進他們的廳堂。洛汗國王布理哥之子巴多曾大膽嘗試穿越亡者之門，但他最終死在了那裡，屍體變成白骨。
據希優頓王說，有時這些亡靈會從亡者之門出來，在通道上走動。
魔戒聖戰期間，身為埃西鐸繼承人的亞拉岡決意踏上亡者之道招喚亡靈大軍來協助對抗索倫，勒苟拉斯、金靂、愛隆的兩個兒子及賀爾巴拉領導的北方遊俠皆追隨著他，他們從登哈洛出發，進入亡者之門並安全地從摩頌谷的出口出來，亞拉岡在伊瑞赫之石處招喚亡靈大軍來履行他們當初的誓言。亡靈大軍最終幫助他們擊敗了入侵剛鐸南部的昂巴海盜及哈拉德林人。

## 改編描述

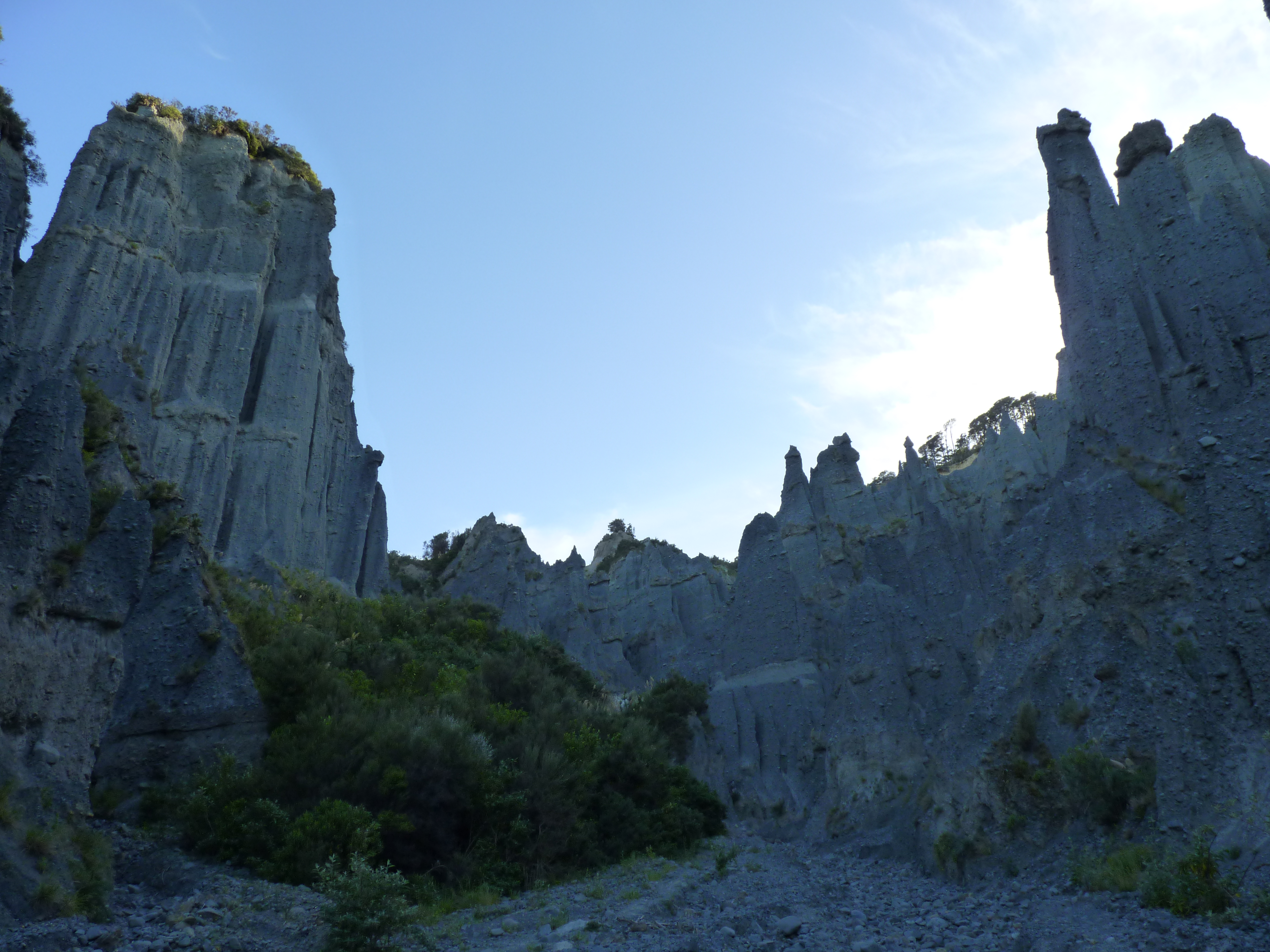
普唐伊魯阿峰是魔戒電影中亡者之道的取景地

亡者之道是電玩遊戲《魔戒三部曲：王者再臨》裡的一道關卡。
在彼得·傑克森的《魔戒三部曲：王者再臨》電影，只有亞拉岡、勒苟拉斯和金靂三人進入亡者之道。他們在山內深處一個有著許多古老建築的空地內，見到了亡者之王及大批的亡靈軍團，這時一旁深淵處亦顯現出了亡靈城市。電影裡還有一個場景是山岩崩塌，成百上千的骷髏頭從上面滾下來。
該電影中亡者之道的外景是在紐西蘭北島的普唐伊魯阿峰拍攝的。

## 外部連結
- 亡者之道 （页面存档备份，存于）在阿爾達百科全書上的條目（英文）